# نيلا
نايلا ثوربورن (بالإنجليزية: Nailah Thorbourne) وتعرف أيضاً باسم نايلا (بالإنجليزية: Nyla) هي مغنية وكاتبة أغاني جمايكية ولدت في سنة 1983 في كينغستون عاصمة جمايكا، نيلا هي جزء من فرقة بريك أند ليس، أشهر أغانيها هي Love Is Wicked التي أنتجتها في سنة 2007 وأغنية Light It Up مع ماجور ليزر في سنة 2015.